# Moliets-et-Maa
Moliets-et-Maa é uma comuna francesa na região administrativa da Nova Aquitânia, no departamento Landes. Estende-se por uma área de 28 km². Em 2010 a comuna tinha 1 195 habitantes (densidade: 42,7 hab./km²).